# Cannone G-5

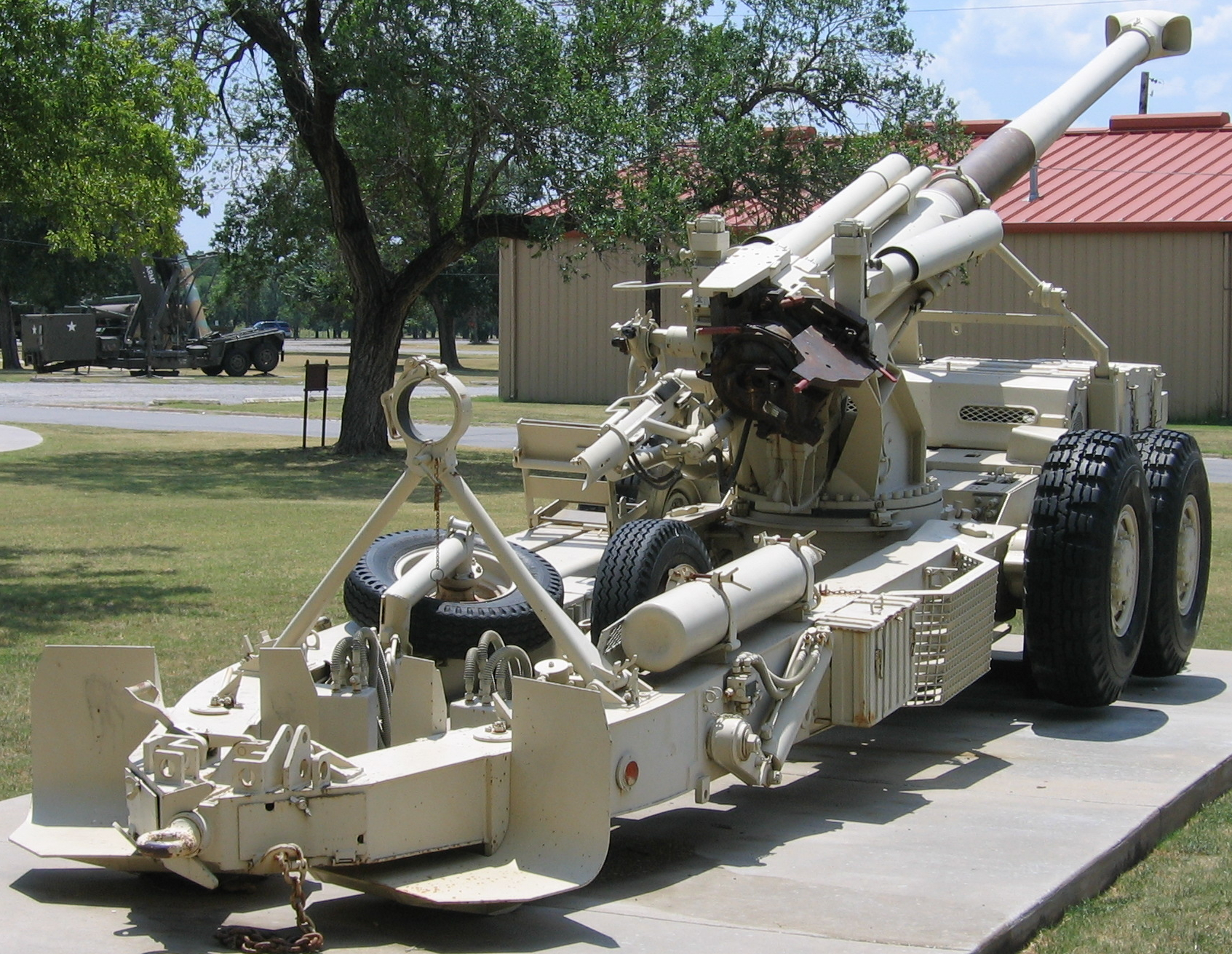
Il cannone visto da dietro.

Il cannone-obice G-5, della Armscor Sudafricana, è una potente artiglieria trainata pesante (155 mm) con una canna da 45 calibri.
Fu svelato al pubblico durante un'esibizione ad Atene nel 1982, stupendo il mondo per la sua tecnica avanzata. Questo tipo di tecnologia, nata dagli studi di Gerald Bull, consente di aumentare la gittata a 30 km con proiettile standard da 43–45 kg, e di raggiungere i 35–37 km con il 'base bleed' o il Rocket Assisted Projectile (RAP). Il primo ha una specie di cavità in cui si accumulano i gas di sparo, che vengono poi liberati come una sorta di 'razzo' a pressione. Il secondo sistema prevede che la munizioni siano dotate di un vero motore a razzo, che rende possibile aumentare ulteriormente la gittata, ma è molto più costoso del primo, e, spesso, trasporta un carico esplosivo minore.
Il G-5 è stato impiegato dal Sudafrica in numerose guerre regionali, capace com'era di superare tutte le artiglierie sovietiche, ma anche quelle NATO. Solo le successive artiglierie da 52 calibri hanno aumentato ancora di più le prestazioni di distanza raggiunte dal G-5 (giungendo a gittate di circa 45 km), come nel caso del PZh-2000.

## Utilizzatori
Sudafrica
- South African Army

72 in organico, di cui 6 operativi e 66 in riserva nel 2020.